# برتالان فارکاش
برتالان فارکاش (مجاری: Farkas Bertalan؛ زادهٔ ۲ اوت ۱۹۴۹ در دیولاهازا) فضانورد اهل کشور مجارستان، در مأموریت‌های سایوز ۳۶ و سایوز ۳۵ حضور داشته است.